# Landkreis Waldmünchen
Der Landkreis Waldmünchen gehörte zum bayerischen Regierungsbezirk Oberpfalz. Sein ehemaliges Gebiet liegt heute im Landkreis Cham.

## Geographie

### Wichtige Orte
Die einwohnerstärksten Gemeinden waren Waldmünchen, Rötz, Tiefenbach und Schönthal.

### Nachbarkreise
Der Landkreis grenzte 1972 gegen den Uhrzeigersinn im Norden beginnend an die Landkreise Oberviechtach, Neunburg vorm Wald, Roding und Cham. Im Nordosten grenzte der Landkreis an die Tschechoslowakei.

## Geschichte

### Pflegämter Rötz und Waldmünchen
Durch den Verkauf der Herrschaft Schwarzenburg-Rötz-Waldmünchen durch Heinrich von Guttenstein-Vrtba an den pfälzischen Kurfürsten Ludwig V. und dessen Bruder Friedrich im Jahr 1510 wurde das Gebiet in die beiden Pflegämter Schwarzenburg-Rötz und Waldmünchen aufgeteilt. Die beiden Pflegämter gingen 1623/28 mit der Oberpfalz an das Kurfürstentum Bayern über und bestanden als bayerische Gerichts- und Verwaltungssprengel bis 1804.

### Landgericht Waldmünchen
Bei der Verwaltungsneugliederung Bayerns entstand 1803/4 aus dem Pflegamt Waldmünchen das Landgericht Waldmünchen. Das Pflegamt Rötz wurde dabei aufgelöst und dem neugebildeten Landgericht zugeordnet. Nach Gründung des Königreichs (1806) wurde das Landgericht Waldmünchen 1808 dem Regenkreis zugeteilt, der 1838 in Oberpfalz umbenannt wurde.

### Bezirksamt
Das Bezirksamt Waldmünchen folgte im Jahr 1862 dem flächengleichen Landgericht älterer Ordnung Waldmünchen als Verwaltungsbehörde.

### Landkreis
Am 1. Januar 1939 wurde die reichseinheitliche Bezeichnung Landkreis eingeführt. So wurde aus dem Bezirksamt der Landkreis Waldmünchen.
Zum 1. Juli 1940 wurden die Gemeinden Babilon, Böhmisch Kubitzen, Chodenschloß, Grafenried, Haselbach, Hochofen, Klentsch, Mauthaus, Meigelshof, Possigkau und Wassersuppen aus dem Landkreis Markt Eisenstein abgetrennt dem bayerischen Landkreis Waldmünchen zugewiesen. Nach dem Zweiten Weltkrieg kehrten sie zur Tschechoslowakei zurück.
Im Jahr 1946 erhielt der Landkreis Waldmünchen die Gemeinde Ried bei Gleißenberg vom Landkreis Cham. Sie wurde nach Gleißenberg eingemeindet.
Am 1. Juli 1972 wurde der Landkreis Waldmünchen im Zuge der Gebietsreform in Bayern zusammen mit dem niederbayerischen Landkreis Kötzting und dem östlichen Teil des Landkreises Roding dem Landkreis Cham zugeschlagen.

## Einwohnerentwicklung
| Jahr | Einwohner | Quelle |
| ---- | --------- | ------ |
| 1864 | 16.659    | [ 6 ]  |
| 1885 | 16.738    | [ 7 ]  |
| 1900 | 15.805    | [ 8 ]  |
| 1910 | 15.943    | [ 8 ]  |
| 1925 | 15.291    | [ 9 ]  |
| 1939 | 23.202    | [ 10 ] |
| 1950 | 19.576    | [ 11 ] |
| 1960 | 16.000    | [ 12 ] |
| 1971 | 16.300    | [ 13 ] |

## Gemeinden
Vor dem Beginn der bayerischen Gebietsreform umfasste der Landkreis Waldmünchen in den 1960er Jahren 36 Gemeinden:
| - Albernhof - Ast - Bernried - Biberbach - Breitenried - Diepoltsried - Döfering - Fahnersdorf - Geigant | - Gleißenberg - Grassersdorf - Herzogau - Hiltersried - Hocha - Höll - Katzbach - Katzelsried - Lixenried | - Loitendorf - Pillmersried - Premeischl - Prosdorf - Rannersdorf - Rötz, Stadt - Schäferei - Schönthal - Sinzendorf | - Spielberg - Steegen - Steinlohe - Thurau - Tiefenbach - Treffelstein - Ulrichsgrün - Untergrafenried - Waldmünchen, Stadt |

Landkreis Waldmünchen, Gemeindegrenzenkarte von 1961

Die folgenden Gemeinden wurden während des Bestehens des Landkreises eingemeindet:
- Berndorf, am 1. Januar 1946 zu Rötz
- Englmannsbrunn, am 1. Januar 1946 zu Ast
- Flischbach, vor 1939 zu Steegen
- Gmünd, am 1. Januar 1946 zu Rötz
- Hetzmannsdorf, am 1. Januar 1946 zu Rötz

## Bezirksamtsvorstände (bis 1938) und Landräte (ab 1939)
- Josef Mohr (1916–1938)
- Hanns Wöhrl (1938–1942)
- Ludwig Schultze (1942–1945)
- Franz Xaver Hegerl (1952–1964)
- Heinrich Eiber (1964–1972)

## Kfz-Kennzeichen
Am 1. Juli 1956 wurde dem Landkreis bei der Einführung der bis heute gültigen Kfz-Kennzeichen das Unterscheidungszeichen WÜM zugewiesen. Es wurde bis zum 3. August 1974 ausgegeben. Seit dem 10. Juli 2013 ist es infolge der Kennzeichenliberalisierung wieder im Landkreis Cham erhältlich. Das Kennzeichen ist bundesweit der einzige Fall mit einem „Buchstaben-Dreher“. Entsprechend dem Ortsnamen müsste das Unterscheidungskennzeichen WMÜ lauten. Wegen der Aussprechbarkeit und Verständlichkeit im Polizeifunk wurde seinerzeit WÜM daraus.